# Torre Granés Espinach
Torre Granés Espinach és una obra del municipi de Cardedeu (Vallès Oriental) protegida com a bé cultural d'interès local.

## Descripció
Edifici aïllat dins de la tipologia ciutat jardí i ara dedicat a Casal de Jubilats. Està compost de planta subterrani, planta baixa i un pis. Té coberta composta de quatre aigües. Les diferents modificacions han fet canviar la seva fisonomia originària.

## Història
La construcció de la casa fou encarregada per Mercè Espinach. Es construí l'any 1891. El 1932 fou modernitzada. Del 1943 al 1959 fou casino de Cardedeu. El 1968 es va fer servir per col·legi de Batxiller. El 1973 es transformà en Casa de Jubilats, tot i que hi tenen seu diverses associacions de la Vila, entre elles la Televisió de Cardedeu. L'edifici forma part de les primeres construccions de tipologia ciutat jardí, que es feren a la carretera de Caldes a la fi del s. XIX.